# Wolfram (язык программирования)
Wolfram — мультипарадигмальный язык программирования, разработанный компанией Wolfram Research для системы Mathematica. Спроектирован как максимально универсальный язык с акцентом на символьные вычисления, функциональное и логическое программирование, с поддержкой произвольных структур данных.
В язык встроено достаточно большое количество функций из различных сфер, например, есть встроенные функции для создания и приведения в действие машины Тьюринга, создания графики и аудио, анализа трёхмерных моделей и решения дифференциальных уравнений.
Документация по языку обширна, при этом язык не стандартизирован; планируется проведение частичной стандартизации.
Появился в 1988 году, днём рождения языка принято считать 28 мая. До июня 2013 года язык не имел наименования, вместо этого внутри фирмы Wolfram использовали наименования «M» и «язык Wolfram», а пользователи язык часто называли «Mathematica» по имени системы, для которой он разработан. Рассматривались варианты наименования «Lingua» и «Express», но в итоге избрано имя, совпадающее с названием компании.